# دوري الرابطة الوطنية لفئة التطوير 2017–18
دوري الرابطة الوطنية لفئة التطوير 2017–18 هو موسم من دوري الرابطة الوطنية لفئة التطوير. أشرف على تنظيمه دوري الرابطة الوطنية لفئة التطوير، وكان عدد الأندية المشاركة فيه 26، وفاز فيه أوستن سبيرز.